# Holger Speck
Holger Speck ist ein deutscher Dirigent und Professor an der Hochschule für Musik Karlsruhe.

## Leben
Holger Speck ist Dirigent, Pädagoge und künstlerischer Leiter vom Vocalensemble Rastatt und Les Favorites. Er unterrichtet an der Hochschule für Musik in Karlsruhe und arbeitet als Gastdirigent und -dozent.
Holger Speck gründete das Vocalensemble Rastatt und Les Favorites, arbeite aber auch mit Chören und Orchestern als Gastdirigent – u. a. das Freiburger Barockorchester, die Akademie für Alte Musik Berlin, Chor und Orchester der Slowenischen Philharmonie Ljubljana, die Capella Istropolitana oder das NDR-Vokalensemble, das er in einer arte-Produktion von Bachs Weihnachtsoratorium in der Hamburger Elbphilharmonie dirigierte. Holger Speck ist auch Pädagoge und lehrt an der Hochschule für Musik in Karlsruhe und als Gastdozent u. a. in Zagreb, Rio de Janeiro, Ljubljana und Vilnius. Für John Neumeiers letzte große Kreation als Ballettintendant in Hamburg, Dona nobis pacem, stand Holger Speck am Pult der dortigen Staatsoper und auch des Festspielhauses Baden-Baden. Der damalige Bundestagspräsident Wolfgang Schäuble verpflichtete ihn für ein Konzert zum G20-Gipfel. Bei Produktionen der DEUTSCHEN GRAMMOPHON zeichnete er für die Chorpartien der Mozart-Opern „Die Entführung aus dem Serail“, „Così fan tutte“, „Don Giovanni“ und „Le nozze di Figaro“ verantwortlich.

## Diskografie (Auswahl)
- J. S. Bach: 'Friede auf Erden' /Carus-Verlag, Stuttgart 2024
- Joseph G. Rheinberger: Dennoch singt die Nachtigall / Carus-Verlag, Stuttgart 2001
- Joseph G. Rheinberger: Christus factus est / Carus-Verlag, Stuttgart 2002 (u. a. mit der Missa St. Crucis op. 151)
- Dietrich Buxtehude: In dulci jubilo / Carus-Verlag, Stuttgart 2003
- Georg Philipp Telemann: Ein feste Burg / Carus-Verlag, Stuttgart 2005
- Camille Saint-Saëns: Oratorio de Noël / Carus-Verlag, Stuttgart 2006
- Georg Friedrich Händel: Israel in Egypt / Carus-Verlag, Stuttgart 2008
- Johannes Brahms: Wach auf meins Herzens Schöne / Carus-Verlag, Stuttgart 2009
- Freue dich, du Tochter Zion: Barocke Advents- und Weihnachtsmusik von Selle, Rosenmüller, Praetorius, Schein, Eccard / Carus-Verlag, Stuttgart 2013

Opernmitwirkungen des Vocalensembles Rastatt (Chorus master: Holger Speck)
- W. A. Mozart Don Giovanni u. a. mit R. Villazon, Mahler Chamber Orchestra u. a., Deutsche Grammophon 2012
- W. A. Mozart Cosi fan tutte u. a. mit R. Villazon, Chamber Orchestra of Europe u. a., Deutsche Grammophon 2013